# Spark (Familienname)
Spark ist ein deutscher bzw. englischer Familienname. In den Niederlanden und in Belgien kommt die Schreibweise Spaak vor. Der deutsche Familienname Spark (ursprünglich Sparrick) stammt aus dem Hümmling. Der Name kommt hauptsächlich in Norddeutschland vor.

## Namensträger
- Euan Spark (* 1996), schottischer Fußballspieler
- John Spark (um 1673–1706/1707), englischer Politiker, Mitglied des House of Commons
- Lisa Spark (* 2000), deutsche Biathletin
- Muriel Spark (1918–2006), britische Schriftstellerin
- Victoria Spark (1950–2006), US-amerikanische Schauspielerin